# Sojuz TM-15
Sojuz TM-15 (ros. Союз ТМ-15) – rosyjska załogowa misja kosmiczna, stanowiąca piętnastą wyprawę na pokład stacji Mir.
Francuski astronauta Michel Tognini został trzecim Francuzem na pokładzie stacji kosmicznej. Przeprowadził 10 eksperymentów, wykorzystując 300 kg sprzętu dostarczonego na pokładzie pojazdów Progress-M.